# 부평초등학교 수산분교
부평초등학교 수산분교는 대한민국 강원특별자치도 인제군 남면 수산리 490에 있었던 초등학교이다.

## 연혁
- 1948년 4월 13일 춘성군 내평국민학교 수산분교장 설립인가
- 1948년 9월 15일 추곡국민학교 수산분교장 편입
- 1954년 7월 23일 수산국민학교로 승격
- 1973년 7월 1일 인제군 편입
- 1980년 3월 1일 부평국민학교 수산분교
- 1999년 3월 1일 폐교